# Aubetin
Aubetin – rzeka we Francji, przepływająca przez tereny departamentów Marna oraz Sekwana i Marna, o długości 62 km. Stanowi dopływ rzeki Grand Morin.